# Lisa Stansfield

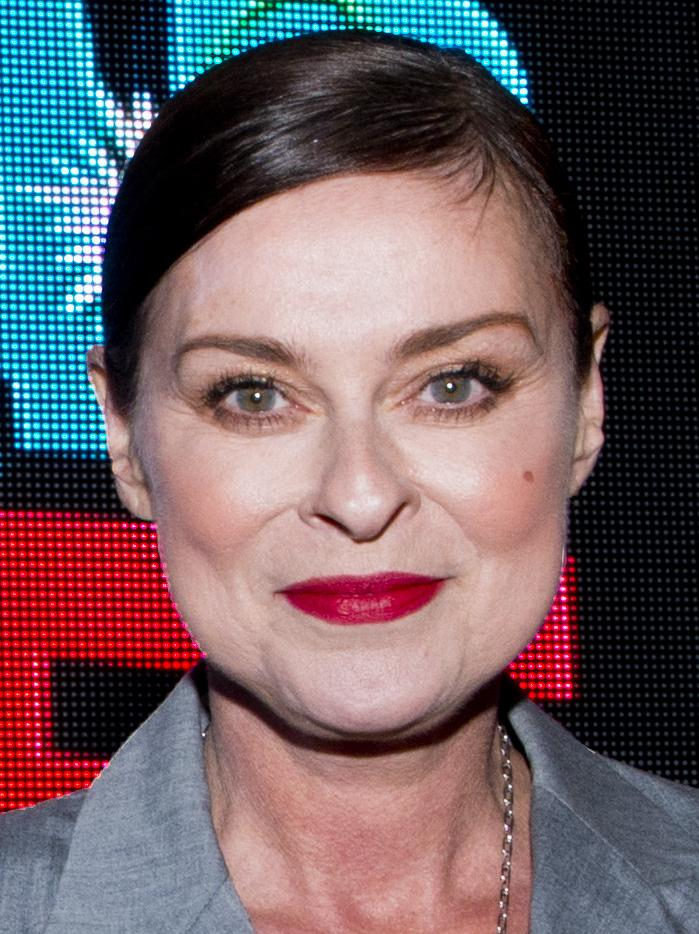
Lisa Stansfield (2014)

Lisa Jane Stansfield (* 11. April 1966 in Heywood, Lancashire, England) ist eine britische Sängerin und Schauspielerin.
Mit dem Welthit All Around the World aus dem Jahr 1989 avancierte Lisa Stansfield zu einer international erfolgreichen Interpretin soul-lastiger Popsongs. Die als „British Queen of White Soul“ bezeichnete Sängerin verkaufte weltweit 20 Millionen Alben.

## Biografie

### Als Sängerin
Lisa Stansfield wurde 1966 in Heywood, Lancashire (jetzt Greater Manchester) geboren. Ihre Eltern zogen schon kurz nach ihrer Geburt in die nahegelegene Stadt Rochdale um, in der sie aufwuchs. Im Alter von vierzehn Jahren gewann sie einen Talentwettbewerb und durfte die Kindersendung Razzamatazz im britischen Fernsehen moderieren. Zusammen mit ihren alten Schulfreunden Ian Devaney und Andy Morris gründete sie dann 1983 eine Band, die 1985 ihren ersten Plattenvertrag erhielt und sich fortan Blue Zone nannte. Mit ihrer Musik, die stark von Soul und R 'n' B beeinflusst war, hatte die Band aber nur mäßigen Erfolg (mit der Single Jackie). Das Produzenten-Duo Coldcut lud Blue Zone zur Aufnahme von People Hold On ein. Für die weitere Zusammenarbeit entschieden die drei, dass fortan Stansfield im Rampenlicht stehen solle. Die Aufnahme wurde ein Clubhit, und Stansfields ausdrucksstarke Stimme weckte die Aufmerksamkeit der Plattenfirma Big Life Records, einer Tochter von Arista/BMG, so dass Stansfield unter ihrem Geburtsnamen einen Plattenvertrag erhielt. Devaney und Morris gehörten aber weiterhin als Musiker, Komponisten und Produzenten zum Team um die Sängerin.
Nach This Is the Right Time (1989), ihrer ersten eigenen Solosingle, wurde Lisa Stansfield mit All Around the World (1989) und dem nachfolgenden Album Affection (1989) als Sängerin international bekannt. All Around the World ist ihr bis heute größter Hit, mit dem sie nicht nur Platz 1 in Großbritannien und als erste weiße Sängerin überhaupt der Billboard R&B-Charts hatte, sondern auch die Top 10 in den USA und Deutschland erreichte. Für dieses Lied erhielt sie zudem den Ivor Novello Award als Songwriter neben Ian Devaney und Andy Morris für das „Beste zeitgenössische Lied“ im Jahre 1990 und das „Beste internationale Lied“ im Jahre 1991. Mit Live Together (1990) enthielt ihr Debütalbum, das sich weltweit fünf Millionen Mal verkaufte, einen weiteren UK-Top-10-Hit. 1991 erhielt sie aus den Händen von Ringo Starr den World Music Award als „Bestselling British Artist“. Nach ihrem Durchbruch wurde Stansfield mit einem BRIT Award als beste britische Nachwuchskünstlerin geehrt. In den Jahren 1991 und 1992 erhielt die Engländerin diese Auszeichnung dann bereits als beste nationale weibliche Solokünstlerin. Erstmals sang sie im Jahre 1991 auf dem Red Hot + Blue-Album neben Stars wie U2, Annie Lennox, Tom Waits u. v. a. ein Cole-Porter-Lied (Down in the Depths) zugunsten der Aidshilfe ein.
Ihr zweites Album Real Love (1991) blieb weltweit allerdings hinter den Verkaufserwartungen zurück. In den britischen Singlecharts konnten sie aber weitere Hits platzieren, darunter Change (1991) und Time to Make You Mine (1992). Mit der Singleauskopplung All Woman gelang ihr ein neuer Rekord: sie platzierte sich zum dritten Mal auf Platz 1 der Billboard R&B-Charts. Es folgte die Hitsingle Someday (I’m Coming Back) (1992) aus dem Soundtrack zum Film Bodyguard mit Whitney Houston und Kevin Costner in den Hauptrollen, dem mit fast 30 Millionen verkauften Einheiten erfolgreichsten Soundtrack aller Zeiten.
Am 20. April 1992 nahm Lisa Stansfield an dem Freddie Mercury Tribute Concert im Londoner Wembley-Stadion zu Ehren des an AIDS verstorbenen Sängers Freddie Mercury teil. Angelehnt an das Original-Musikvideo präsentierte sie als Solistin I Want to Break Free in Lockenwicklern und betrat die Bühne mit einem Staubsauger. Zusammen mit George Michael und den restlichen Mitgliedern von Queen sang sie den Titel These Are the Days of Our Lives. Dieser Song wurde 1993 auf der Five Live EP veröffentlicht, die sich mehrere Wochen auf Platz 1 der britischen Charts hielt – die Erlöse flossen an den Mercury Phoenix Trust.
Ihrem von Disco und Soul geprägten Pop-Stil blieb Lisa Stansfield im Laufe der 1990er Jahre treu und veröffentlichte 1993 In All the Right Places, die Vorabsingle aus dem Album So Natural und ein Beitrag zum Soundtrack des Films Ein unmoralisches Angebot. Obwohl ihr drittes Studioalbum den Sprung auf die vorderen Ränge der britischen Top 10 schaffte, wurde ihr Album durch Arista nicht in den Vereinigten Staaten veröffentlicht. Für Stansfield selbst ist So Natural nach wie vor etwas Besonderes, weil es das erste Album war, für das sich das Liebespaar Devaney/Stansfield verantwortlich zeichnete.
1997 folgte ihr erstes selbstbetiteltes Album, das es bis auf Platz 2 der britischen Albumcharts schaffte. Lisa Stansfield enthielt den Top-10-Hit The Real Thing und einen Bootleg-Mix ihres Klassikers People Hold on, der gemixt von The Dirty Rotten Scoundrels schon im Vorfeld der Albumveröffentlichung ein Hit wurde. Als zweite Single-Auskopplung erschien Never Never Gonna Give You Up, eine Coverversion des gleichnamigen Songs von Barry White, mit dem sie schon einmal 1992 ihre Hitsingle All around the World im Duett sang. Erwähnenswert ist hiervon auch das Video, in dem die Sängerin scheinbar unbekleidet durch eine der meistbesuchten Marktstraßen Londons (Portobello Road) schlendert.
Mit der romantischen Komödie Swing gab Stansfield 1999 ihr Debüt auf der Kinoleinwand, der Film erzählt die Geschichte einer Swingband aus Liverpool. Stansfield und Devaney produzierten den Soundtrack Swing, steuerten auch ein paar eigene Swing-Kompositionen bei und landeten mit dem Album unter den Top Ten der U.S. Top Jazz Charts.
Mit Ausnahme ihrer Greatest-Hits-Sammlung Biography (2003), die es in den britischen Albumcharts bis auf Platz 3 schaffte, konnte Lisa Stansfield in ihrem Heimatland seit 1997 allerdings keine nennenswerten Charterfolge mehr verbuchen. Ihr letztes reguläres Studioalbum für BMG Face Up (2001) hielt sich aufgrund fehlender Promotion gar nur vier Wochen in den britischen Albumcharts. Auch die daraus ausgekoppelte Single Let’s Just Call It Love war nur auf den hinteren Plätzen der Charts vertreten, und die zweite Single 8-3-1 konnte sich gar nicht mehr platzieren.
Nach dem Wechsel zu ZTT Records gelang ihrem sechsten Studioalbum The Moment (2004) gerade einmal der Sprung in die britischen Charts, obwohl der bislang äußerst erfolgreiche Trevor Horn alle Titel des Albums produzierte. In Deutschland hingegen wurde The Moment erst im Februar 2005 bei Edel Records veröffentlicht, wurde ein Top-20-Erfolg und hielt sich bis in den Sommer hinein unter den Top 100. Die erste Singleauskopplung Treat Me Like a Woman – ein Platz 3 in den deutschen Airplaycharts – avancierte in Deutschland und Österreich gar zu ihrem größten Hit seit den frühen 1990er Jahren. Auch die zweite Single If I Hadn’t Got You wurde zu einem veritablen Radiohit, der es bis auf Platz 5 der Airplaycharts schaffte. Im Sommer 2005 präsentierte sich die Engländerin mit neuen Songs und Klassikern auf mehreren Konzerten live dem deutschen Publikum. Ende 2005 erhielt Stansfield den Women’s World Award als „World Artist 2005“ aus den Händen Michail Sergejewitsch Gorbatschows. Zeitgleich erschien mit He Touches Me die dritte und letzte Single aus dem Album, die jedoch weder in den Singlecharts noch in den Airplaycharts erfolgreich war.
Im Juni 2012 drehte Stansfield den Film Northern Soul, der am 17. Oktober 2014 veröffentlicht wurde. Währenddessen bereitete sie auch ihr musikalisches Comeback vor. So gab sie im Herbst 2012 bereits mehrere Konzerte in Clubs in London und Manchester. Im Mai und Juni 2013 tourte Lisa Stansfield durch Frankreich, Holland, Deutschland, die Schweiz, Italien und England. Ihr Album Seven wurde am 31. Januar 2014 veröffentlicht, gefolgt von einer Deutschlandtour im Mai 2014 (Frankfurt, Hamburg, Bremen, Köln, München, Stuttgart, Mannheim, Berlin). Die erste Singleauskopplung Can’t Dance wurde bei Radio BBC 2 weltexklusiv ausgestrahlt.
Im Frühjahr 2018 erschien das Album Deeper, das in Deutschland auf Anhieb die Top 10 erreichte. Damit erreichte sie erstmals seit 1991 wieder die deutschen Alben-Top-10. Parallel zur Veröffentlichung ging Stansfield auf Europa-Tournee. Aufsehen erregte dabei die Zusammenarbeit mit dem Regisseur John Carpenter, das Stück Hercules nennt ihn als Komponisten. Tatsächlich ist Hercules an den Soundtrack von Anschlag bei Nacht von John Carpenter angelehnt, ihm stehen auch die Hälfte aller Einnahmen zu.

### Als Schauspielerin
In den letzten Jahren nahm Stansfield nach dem vormals abgelehnten Angebot zu Vier Hochzeiten und ein Todesfall ihre schauspielerischen Ambitionen bei folgenden Projekten wieder auf:
- The Vagina Monologues – Theaterstück, Arts Theatre Westend, London, 2002
- GoldPlated, Channel 4 – Serie, 2006
- Ordeal by Innocence (dt. Tödlicher Irrtum) – Miss-Marple-Drama für ITV 1, 2007
- The Edge of Love – Filmdrama, 2008
- Northern Soul – Musikdrama, 2014

### Privates
1987 führte Stansfield eine viermonatige Kurzehe mit dem italienischen Designer Augusto Grassi. 1998 heiratete sie ihren Teamkollegen Ian Devaney, mit dem sie bereits zehn Jahre liiert war. Eine künstliche Befruchtung blieb ohne Erfolg, Stansfield gab an, danach froh darüber gewesen zu sein.

## Diskografie
Studioalben

| Jahr | Titel           | Höchstplatzierung, Gesamtwochen, AuszeichnungChartplatzierungen (Jahr, Titel, Platzierungen, Wochen, Auszeichnungen, Anmerkungen) | Höchstplatzierung, Gesamtwochen, AuszeichnungChartplatzierungen (Jahr, Titel, Platzierungen, Wochen, Auszeichnungen, Anmerkungen) | Höchstplatzierung, Gesamtwochen, AuszeichnungChartplatzierungen (Jahr, Titel, Platzierungen, Wochen, Auszeichnungen, Anmerkungen) | Höchstplatzierung, Gesamtwochen, AuszeichnungChartplatzierungen (Jahr, Titel, Platzierungen, Wochen, Auszeichnungen, Anmerkungen) | Höchstplatzierung, Gesamtwochen, AuszeichnungChartplatzierungen (Jahr, Titel, Platzierungen, Wochen, Auszeichnungen, Anmerkungen) | Höchstplatzierung, Gesamtwochen, AuszeichnungChartplatzierungen (Jahr, Titel, Platzierungen, Wochen, Auszeichnungen, Anmerkungen) | Anmerkungen                                                                                      |
| Jahr | Titel           | DE | AT | CH | UK | US | R&B | Anmerkungen                                                                                      |
| ---- | --------------- | --- | --- | --- | --- | --- | --- | ------------------------------------------------------------------------------------------------ |
| 1989 | Affection       | DE2 Platin · (36 Wo.)DE | AT1 Gold · (23 Wo.)AT | CH2 Platin · (22 Wo.)CH | UK2 ×3Dreifachplatin · (32 Wo.)UK                                                                                                 | US9 Platin · (39 Wo.)US | R&B5 (37 Wo.)R&B | Erstveröffentlichung: 20. November 1989 Produzenten: Ian Devaney, Andy Morris, Coldcut           |
| 1991 | Real Love       | DE9 Gold · (28 Wo.)DE | AT21 (16 Wo.)AT | CH18 Gold · (16 Wo.)CH | UK3 ×2Doppelplatin · (52 Wo.)UK                                                                                                   | US43 Gold · (40 Wo.)US | R&B6 (47 Wo.)R&B | Erstveröffentlichung: 11. November 1991 Produzenten: Ian Devaney, Andy Morris                    |
| 1993 | So Natural      | DE25 (11 Wo.)DE | AT30 (12 Wo.)AT | CH27 (5 Wo.)CH | UK6 Platin · (15 Wo.)UK | — | — | Erstveröffentlichung: 8. November 1993 Produzenten: Ian Devaney, Lisa Stansfield, Bobby Boughton |
| 1997 | Lisa Stansfield | DE13 (25 Wo.)DE | AT12 (16 Wo.)AT | CH11 Gold · (23 Wo.)CH | UK2 Gold · (23 Wo.)UK | US55 (10 Wo.)US | R&B30 (14 Wo.)R&B | Erstveröffentlichung: 21. März 1997 Produzenten: Ian Devaney, Peter Mokran                       |
| 2001 | Face Up         | DE39 (4 Wo.)DE | AT26 (4 Wo.)AT | CH19 (11 Wo.)CH | UK38 (2 Wo.)UK | — | — | Erstveröffentlichung: 20. Juni 2001 Produzent: Ian Devaney                                       |
| 2004 | The Moment      | DE16 Gold · (25 Wo.)DE | AT15 (6 Wo.)AT | CH22 (14 Wo.)CH | UK57 (2 Wo.)UK | — | — | Erstveröffentlichung: 27. September 2004 Produzent: Trevor Horn                                  |
| 2014 | Seven           | DE13 (5 Wo.)DE | AT25 (2 Wo.)AT | CH42 (2 Wo.)CH | UK13 (4 Wo.)UK | — | — | Erstveröffentlichung: 31. Januar 2014 Produzenten: Ian Devaney, Jerry Hey, Peter Mokran, Snowboy |
| 2018 | Deeper          | DE7 (4 Wo.)DE | AT11 (4 Wo.)AT | CH23 (3 Wo.)CH | UK15 (2 Wo.)UK | — | — | Erstveröffentlichung: 6. April 2018 Produzenten: Ian Devaney, Snowboy                            |